# Zamek w Děčínie
Zamek w Děčínie (cz. Zámek Děčín) – zamek położony na wysokiej skale w Děčínie, na prawym brzegu Łaby powyżej zbiegu Łaby i Ploučnice. Jest on chroniony jako zabytek kultury Republiki Czeskiej.

## Historia
Dzisiejszy zamek na skale, pochodzący z X wieku, zbudowali jako drewniany fort Przemyślidzi. Służył on jako centrum administracyjne i obronne. W XIII wieku fort przebudowano na gotycki kamienny zamek, dzięki któremu kontrolowano ruch statków wzdłuż Łaby.
Rod z Bünau przebudował w XVI wieku zamek w renesansowy pałac. Po wojnie trzydziestoletniej Rudolf z Bünau odmówił przejścia na wiarę katolicką, wyjechał do Saksonii, a sam zamek sprzedał w 1628 roku rodzinie Thun-Hohenstein. Nowi właściciele przebudowali go w stylu barokowym, otaczając ogrodem, a w XVIII wieku – na styl klasycystyczny. Obiekt należał do rodziny Thun aż do 1932 roku, kiedy sprzedano go z powodów finansowych Czechosłowacji.
Państwo zamieniło zamek na koszary. W tej roli obiekt funkcjonował do 1991 roku, później cały kompleks poddano przebudowie.
Droga dojazdowa do zamku prowadzi przez wykutą w skale drogę ograniczoną z obu stron wysokimi murami. Zamkowe ogrody i parki również znajdują się na skale, która jest częścią rezerwatu przyrody.